# 1.º Batalhão de Infantaria Mecanizado (Escola)
O 1.º Batalhão de Infantaria Mecanizado (Escola), ou 1.º BI Mec (Es), também conhecido como Regimento Sampaio, é uma unidade do Exército Brasileiro sediada na cidade do Rio de Janeiro e subordinada ao Grupamento de Unidades-Escola - 9.ª Brigada de Infantaria Motorizada, do mesmo local. Usa blindados VBTP-MR Guarani e, como Unidade-Escola, pode ser usada em demonstrações táticas. Sua história é antiga, remontando ao Brasil Colônia, e seu nome é homenagem ao brigadeiro Antônio de Sampaio, Comandante da Divisão Encouraçada, na qual combateu na Guerra do Paraguai. Em 1944–1945 foi um dos três regimentos da Força Expedicionária Brasileira, e internamente participou de várias crises políticas nacionais.

## História

### Organização

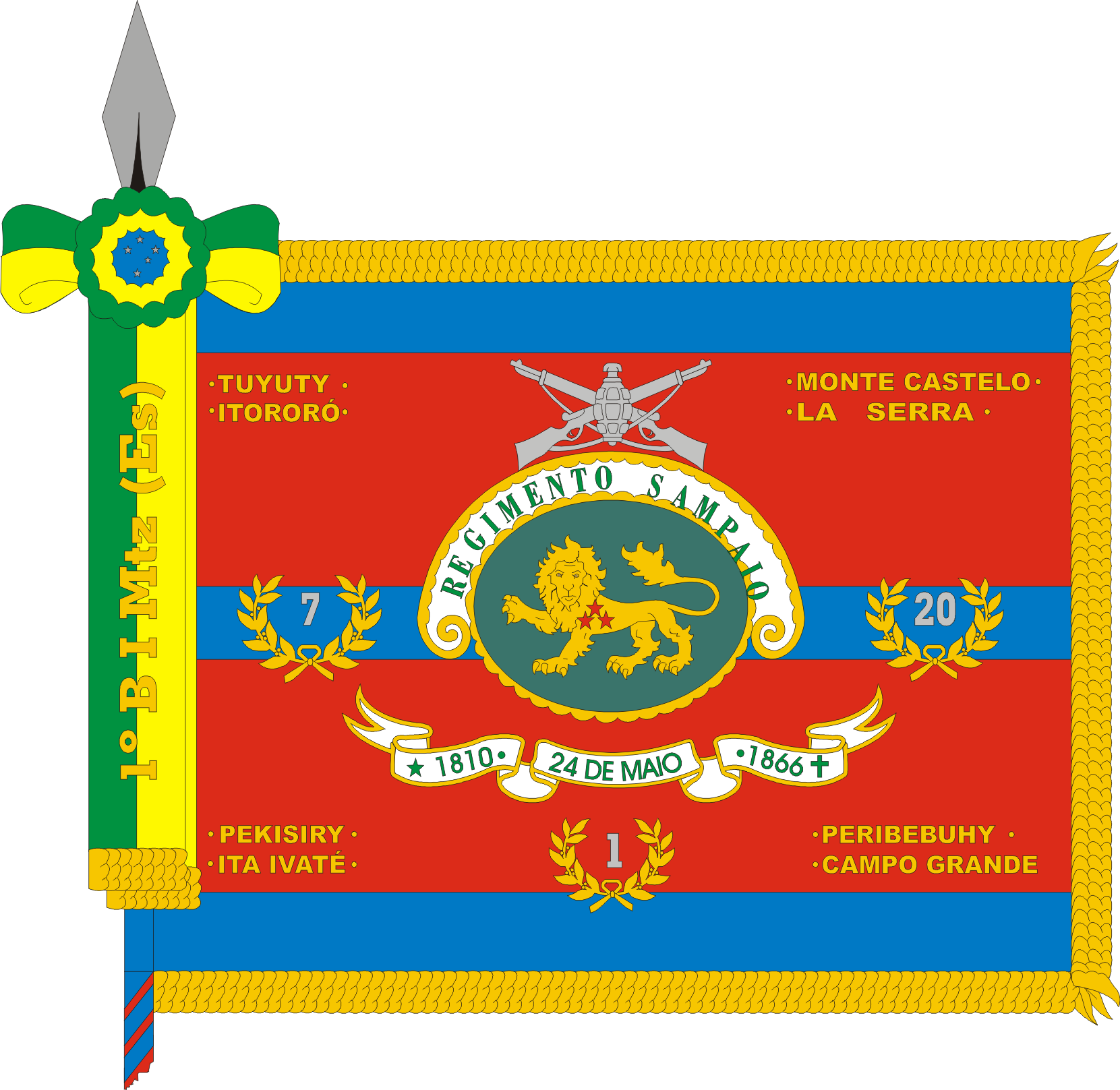
Estandarte do batalhão

A unidade considera-se tradicional, traçando sua genealogia desde o Terço do Rio de Janeiro fundado por Mem de Sá em 1567 a partir de companhias independentes. Era a tropa paga, regular (ao contrário das Ordenanças), disponível na cidade, e seu mestre de campo Francisco de Castro Morais foi também governador interino. Em 1700, com a criação de uma nova unidade, eles foram distinguidos pelos termos “Terço Velho” e “Terço Novo”. Ainda assim as defesas da cidade eram precárias. Cada terço orçava 600 homens.
Unido ao Regimento de Bragança, vindo de Portugal, deu origem ao 1º Regimento de Infantaria do Rio de Janeiro em 1793. Ele foi abolido em 1824, cortando a ligação histórica, restabelecida, conforme o histórico oficial, na criação do 1º Batalhão de Infantaria em 1841. O Arquivo Histórico do Exército enumera uma cadeia de mudanças de nome, com a abolição do regimento em 1818, tornando-se o 1º Batalhão de Fuzileiros, e em seguida o 2º Batalhão de Caçadores da Corte (1822) e 2º Batalhão de Caçadores (1824), dissolvido em 1832 e reorganizado em 1842 como o 1º Batalhão de Fuzileiros. Este, por sua vez, tornou-se 1º Batalhão de Infantaria Pesada em 1870 e 1º Batalhão de Infantaria em 1888. Durante a Guerra do Paraguai o 1º Batalhão de Infantaria fez parte, ao lado de outros batalhões, da 7ª Brigada da 3ª Divisão de Infantaria, comandada pelo Brigadeiro Sampaio. Em 1889 ele fazia parte da 2ª Brigada, no Rio de Janeiro.
Em 1908, com a reorganização do Exército, o 1º Batalhão foi fundido ao 7º e 20º para formar o 1º Regimento de Infantaria (RI), sediado a partir de 1913 na nova Vila Militar. Em 1922 ele fazia parte da 1ª Brigada de Infantaria, subordinada, por sua vez, à 1ª Divisão de Infantaria (DI).Em 1938 teve nova subordinação, passando a integrar a Infantaria Divisionária da 1ª DI. Em 1940, com a promoção do culto a Sampaio e sua elevação a patrono da arma da infantaria, o 1º RI recebeu o título de “Regimento Sampaio”; pouco depois ganhou um estandarte próprio, com três estrelas representando as feridas de Sampaio na batalha de Tuiuti.
Em 1964 o regimento era considerado uma das melhores unidades de infantaria do Exército, embora não tão completo quanto o Regimento-Escola de Infantaria. Como era comum, em 1960 tinha apenas dois dos três batalhões de infantaria previstos. Em 1968 o regimento foi transferido a uma nova 1ª Brigada de Infantaria, criada a partir do então Grupamento de Unidades-Escola. Em 1972 essa Brigada tornou-se motorizada, com os dois batalhões do 1º RI tornando-se respectivamente o 1º e 21º Batalhões de Infantaria Motorizada (BI Mtz). À época os regimentos de infantaria foram abolidos. O 21º Batalhão foi desativado em 1976. Em 1980 o 1º BI Mtz havia sido transferido à 9ª Brigada de Infantaria Motorizada (Escola). Essa brigada era uma nova organização, mas com as mesmas funções do Grupamento de Unidades-Escola antigo, devendo ter unidades exemplares para realizar demonstrações táticas às escolas militares.
Em 2015 a unidade foi a primeira a receber blindados VBTP-MR Guarani, tornando-se assim de infantaria mecanizada em 2019.

### Atuação

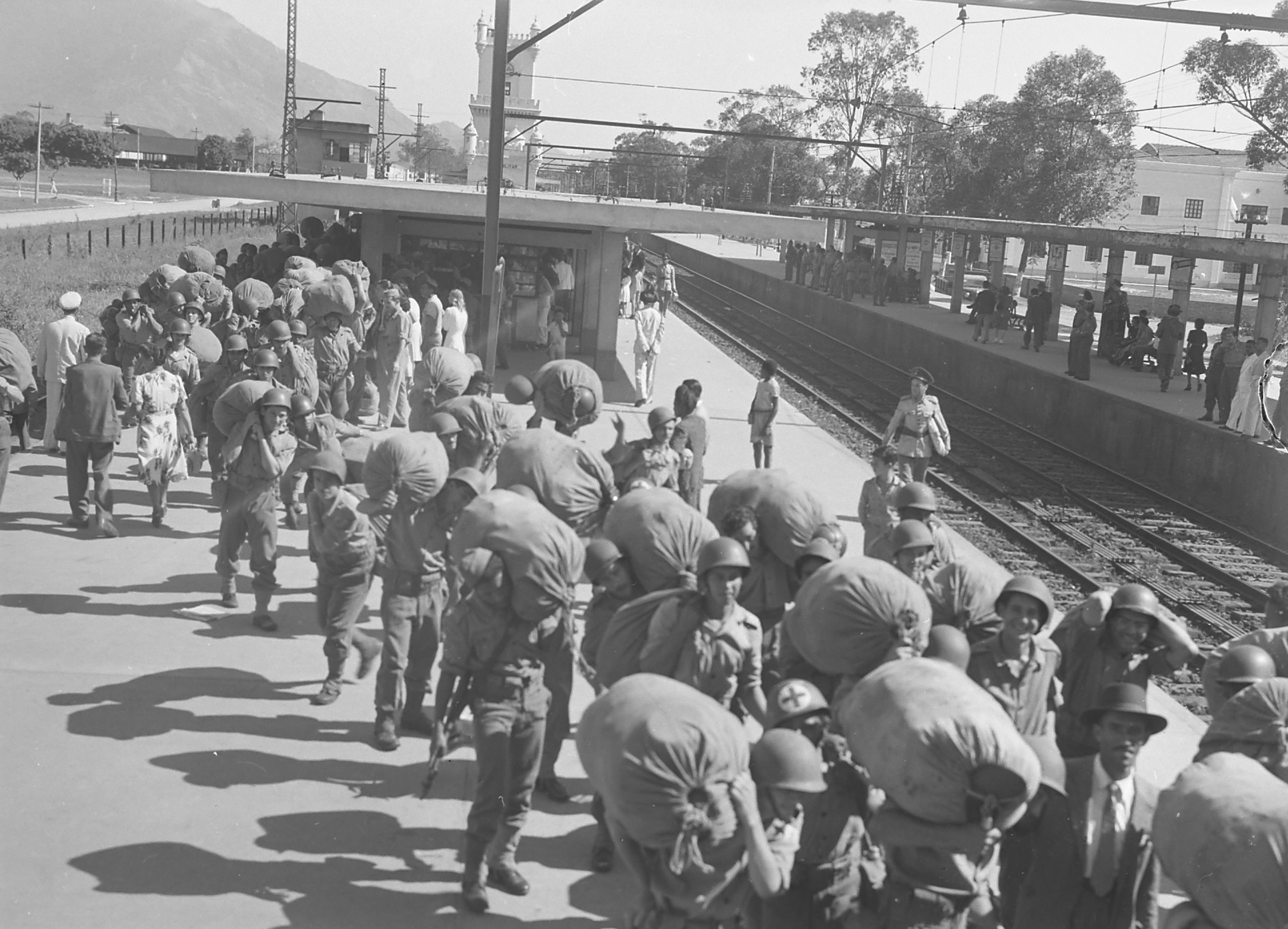
Retorno do regimento à Vila Militar em 1945

O antigo regimento tem histórico de participação em momentos relevantes da história nacional. Sua criação era reação às invasões francesas, e na Guerra Luso-Holandesa combateu em Angola colonial em 1648. Em 1711 estava entre as forças de defesa do Rio de Janeiro durante um novo ataque francês; os defensores foram derrotados. Em meados do século XVIII a unidade participou de campanhas no Sul, integrando a expedição de demarcação das fronteiras do Tratado de Madri, a partir de 1751, nessa posição lutando nas Guerras Guaraníticas em 1754–1756. Em seguida, combateu contra os espanhóis pelo controle do atual Rio Grande do Sul na década de 1770.
Na Guerra do Paraguai participou da batalha de Tuiuti e outras, além de estar embarcado com a Marinha do Brasil durante a Batalha do Riachuelo, dessa forma foi a única tropa terrestre a combeter embarcado nessa Batalha. Em 1889, estava entre as forças envolvidas na Proclamação da República. Em 1922, oficiais que conspiravam contra a posse de Arthur Bernardes como presidente pretendiam, a partir do 1º RI, tomar o controle da 1ª Divisão da Infantaria e avançar contra o governo. Muitos foram presos antes do início da revolta em 5 de julho. Uma companhia revoltou-se de madrugada, mas foi contida pelo comandante, o coronel Nestor Sezefredo dos Passos. A revolta foi derrotada, sendo mais conhecida pelos eventos no Forte de Copacabana. Na Revolta Paulista de 1924 o regimento foi um dos reforços legalistas enviados a São Paulo, integrando a brigada do general Tertuliano Potiguara. Ele participou ainda da Revolução de 1930, esteve entre os governistas na Revolução Constitucionalista de 1932 e, de forma marginal, teve envolvimento também na Intentona Comunista de 1935.

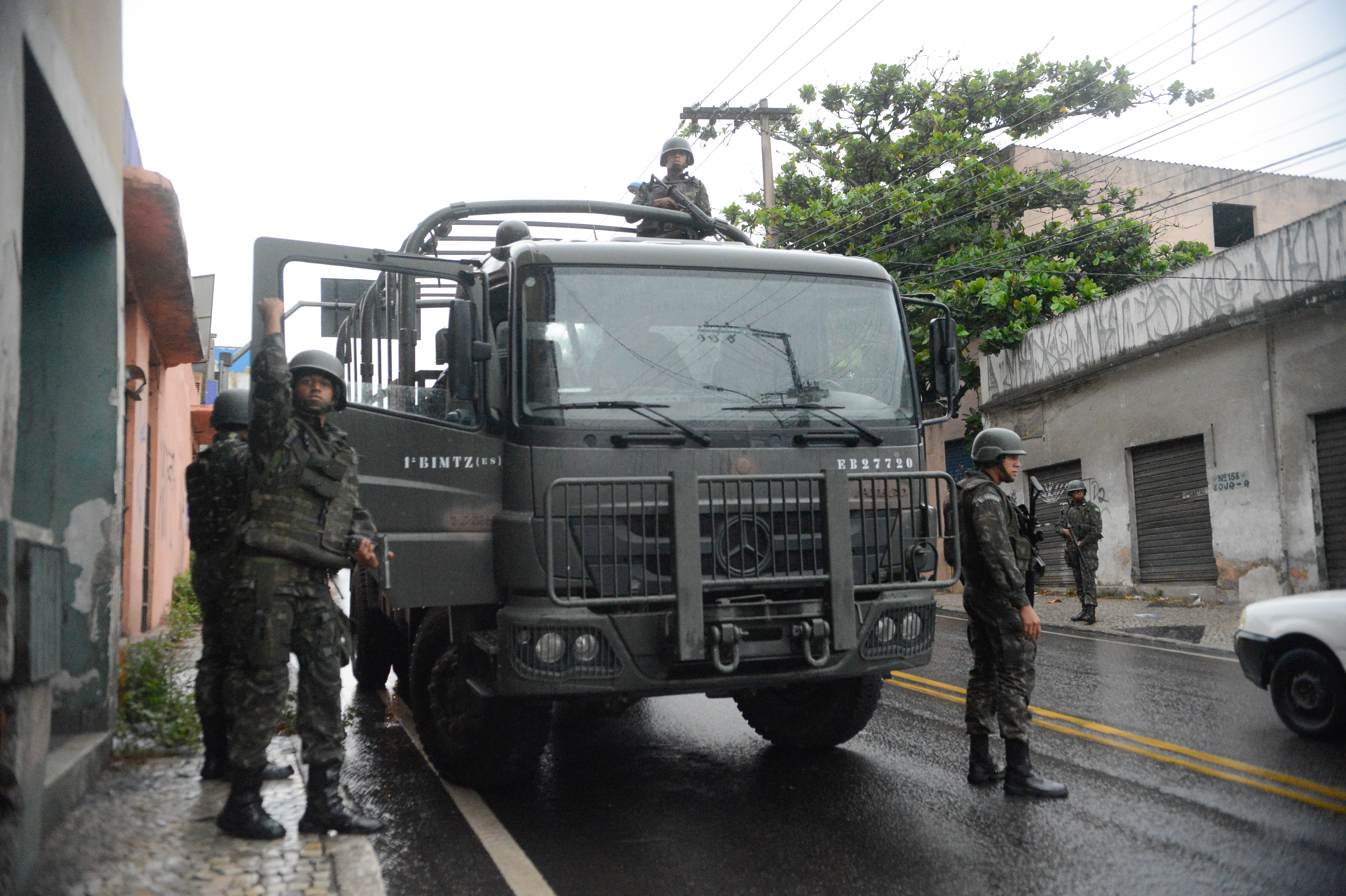
Na crise da segurança pública no Espírito Santo em 2017

O regimento foi um dos escolhidos para integrar a 1ª Divisão de Infantaria Expedicionária na Campanha da Itália, embarcando em setembro de 1944. A Batalha de Monte Castello tornou-se ponto importante de sua identidade; o regimento foi encarregado do ataque principal que tomou o monte, em fevereiro de 1945. No golpe de Estado de 1964 o regimento foi enviado pelo comando legalista para defender o corte do rio Paraíba do Sul contra o Destacamento Tiradentes vindo de Minas Gerais. Em vez disso, ele mudou de lado, alterando o equilíbrio de forças. Sua adesão foi um momento decisivo na vitória do golpe.
Na Nova República o batalhão participa de missões de paz da Organização das Nações Unidas, como a Terceira Missão de Verificação das Nações Unidas em Angola, em 1996, e a Missão das Nações Unidas para a estabilização no Haiti, em 2003, 2010 e 2015, além de operações de garantia da lei e da ordem e outras de segurança interna, nas ocupações dos complexos do Alemão e da Maré, em 2011 e 2014, e da intervenção federal no Rio de Janeiro em 2018.